# Tratado de Gante

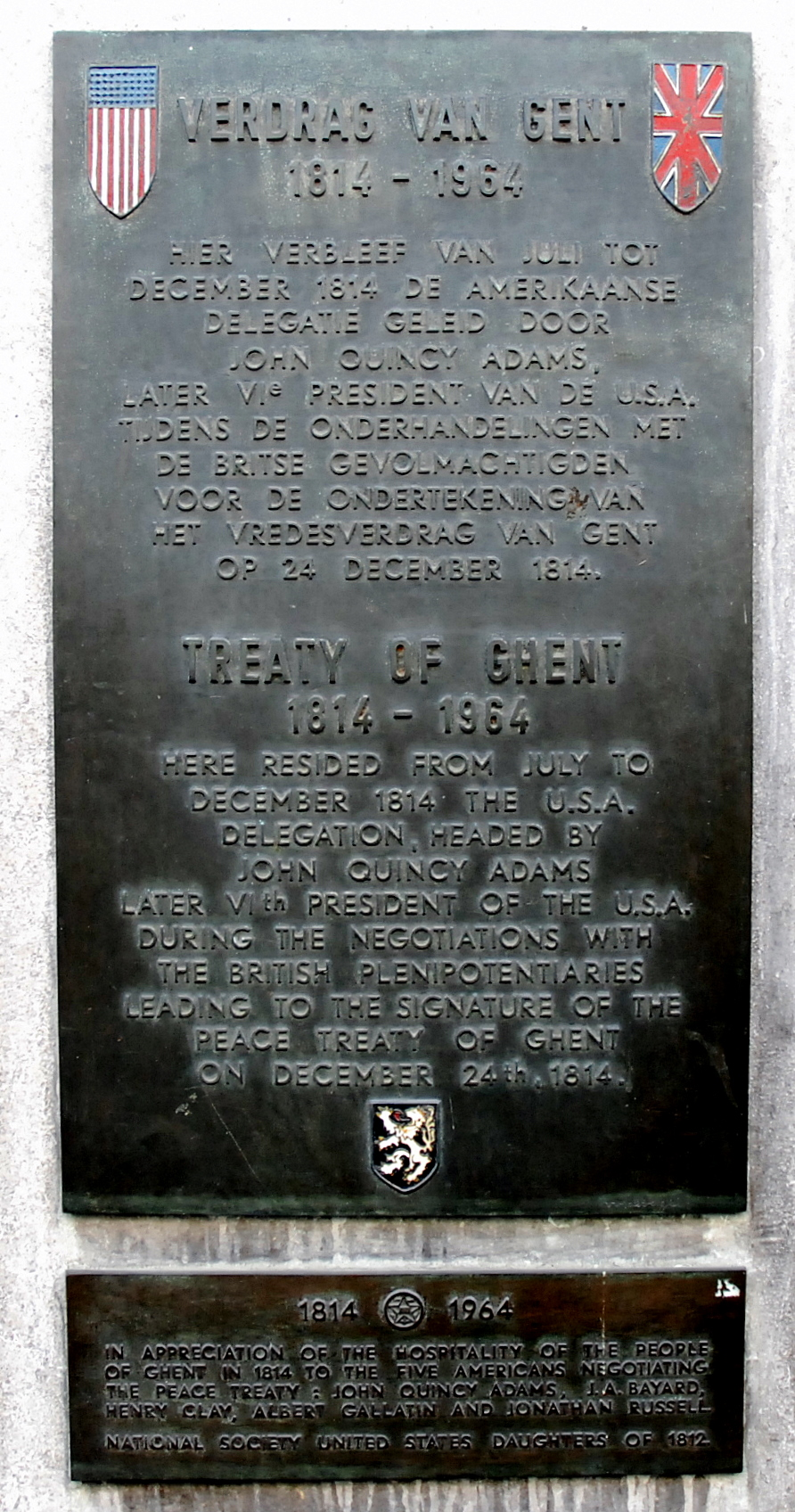
Placa comemorativa no edifício da Veldstraat, em Gante, em que o tratado foi negociado

O Tratado de Gante, assinado em 24 de dezembro de 1814 em Gante, na atual Bélgica, foi o tratado de paz que pôs fim à Guerra de 1812 entre os Estados Unidos da América e o Reino Unido da Grã-Bretanha e da Irlanda. O tratado repôs, em grande medida, o status quo ante bellum entre os dois países. Devido à lentidão das comunicações na época, a nova do tratado de paz só chegou à América duas semanas mais tarde, bem depois da Batalha de Nova Orleães.[carece de fontes?]

## Antecedentes
A delegação britânica compunha-se de William Adams, James Lord Gambier e Henry Goulburn, diplomatas de segunda ordem. As reuniões foram muitas vezes adiadas por uma semana ou mais, dado que os diplomatas britânicos não estavam mandatados para efectuar negociações directas e tinham que esperar por ordens de Londres, ao passo que a delegação americana, composta de John Quincy Adams, James A. Bayard, Sr., Henry Clay, Albert Gallatin e Jonathan Russell como assistente, dispunha de plenos poderes para negociar.[carece de fontes?]
Os Estados Unidos tinham fracassado nas suas tentativas de invasão do Baixo Canadá e do Alto Canadá, enquanto o Reino Unido não tinham obtido êxitos significativos, tirando o incêndio de Washington e ataques de retaliação em solo americano. Os partidários da guerra no Congresso queriam conquistar o Canadá e a Florida.

## O acordo
O tratado obrigava à libertação de todos os prisioneiros de guerra e à devolução de todos os territórios e embarcações tomados, o que equivalia a restituir aos Estados Unidos cerca de 10 000 000 acres de território perto do Superior e do Michigan, no Maine e nas margens do Oceano Pacífico. O tratado não alterou substancialmente a situação anterior à guerra, mas incluía uma série de promessas. O Reino Unido comprometia-se a devolver os escravos capturados, mas em vez disso pagou, anos mais tarde, £ 250 000 aos Estados Unidos. A proposta britânica de criar uma zona tampão indígena em Ohio e em Michigan foi abandonada quando a coligação das tribos indígenas se desagregou. Os Estados Unidos ignoraram as garantias que tinham dado no artigo IX quanto ao tratamento dos indígenas pelos americanos.

## Rescaldo
Os combates cessaram imediatamente após a chegada aos Estados Unidos da notícia da assinatura do tratado, isto é, já depois da vitória americana na Batalha de Nova Orleães e da vitória britânica na Batalha de Fort Bowyer, mas antes da investida britânica contra Mobile, Alabama.[carece de fontes?]
O Senado dos EUA ratificou o tratado por unanimidade em 16 de Fevereiro de 1815, e o presidente James Madison trocou os documentos de ratificação com um diplomata britânico em Washington em 17 de Fevereiro; o tratado foi promulgado em 18 de Fevereiro. Onze dias depois, em 1 de Março, Napoleão escapou da Ilha de Elba, reacendendo o conflito na Europa e obrigando os britânicos a concentrar-se na nova ameaça.[carece de fontes?]